# Kerron Clement
Kerron Stephon Clement (Port of Spain, 1985. október 31. –) trinidadi születésű amerikai atléta, gátfutó.

## Pályafutása
Két érmet szerzett 2008-ban a pekingi olimpiai játékokon. Tagja volt a négyszer négyszáz méteren aranyérmes amerikai váltónak, ezen túl pedig honfitársa, Angelo Taylor mögött ezüstérmes lett négyszáz méteres gátfutásban.
Négy világbajnoki aranyérmet jegyez: mind Oszakában, mind Berlinben világbajnok lett hazája négyszer négyszázas váltójával, valamint négyszáz méter gáton.

## Egyéni legjobbjai
- 100 méter síkfutás - 10,23 (2007)
- 200 méter síkfutás - 20,49 (2007)
- 400 méter síkfutás - 44,48 (2007)
- 110 méter gátfutás - 13,77 (2002)
- 400 méter gátfutás - 47,24 (2005)